# (7268) Чигорин
(7268) Чигорин (лат. Chigorin) — типичный астероид главного пояса, открыт 3 октября 1972 года советским астрономом Людмилой Журавлёвой в Крымской астрофизической обсерватории и 9 марта 2001 года назван в честь русского шахматиста Михаила Чигорина.

## Обнаружение и именование
(7268) Чигорин
Открыт 3 октября 1972 года в Крымской астрофизической обсерватории Л. В. Журавлёвой.
Михаил Иванович Чигорин (1850—1908) — основатель русской шахматной школы, чемпион России по шахматам с 1899 по 1906 год. Одерживал победы на международных шахматных турнирах в Нью-Йорке (1889), Будапеште (1896) и Вене (1903).
Оригинальный текст (англ.)7268 Chigorin
Discovered 1972 Oct. 3 by L. V. Zhuravleva at the Crimean Astrophysical Observatory.
Mikhail Ivanovich Chigorin (1850—1908), founder of the Russian chess school, was Russian chess champion from 1899 to 1906. He gained victories in international chess tournaments in New York (1889), Budapest (1896) and Vienna (1903).
Источники: 20010309/MPCPages.arc; M.P.C. 42356.

## Орбита

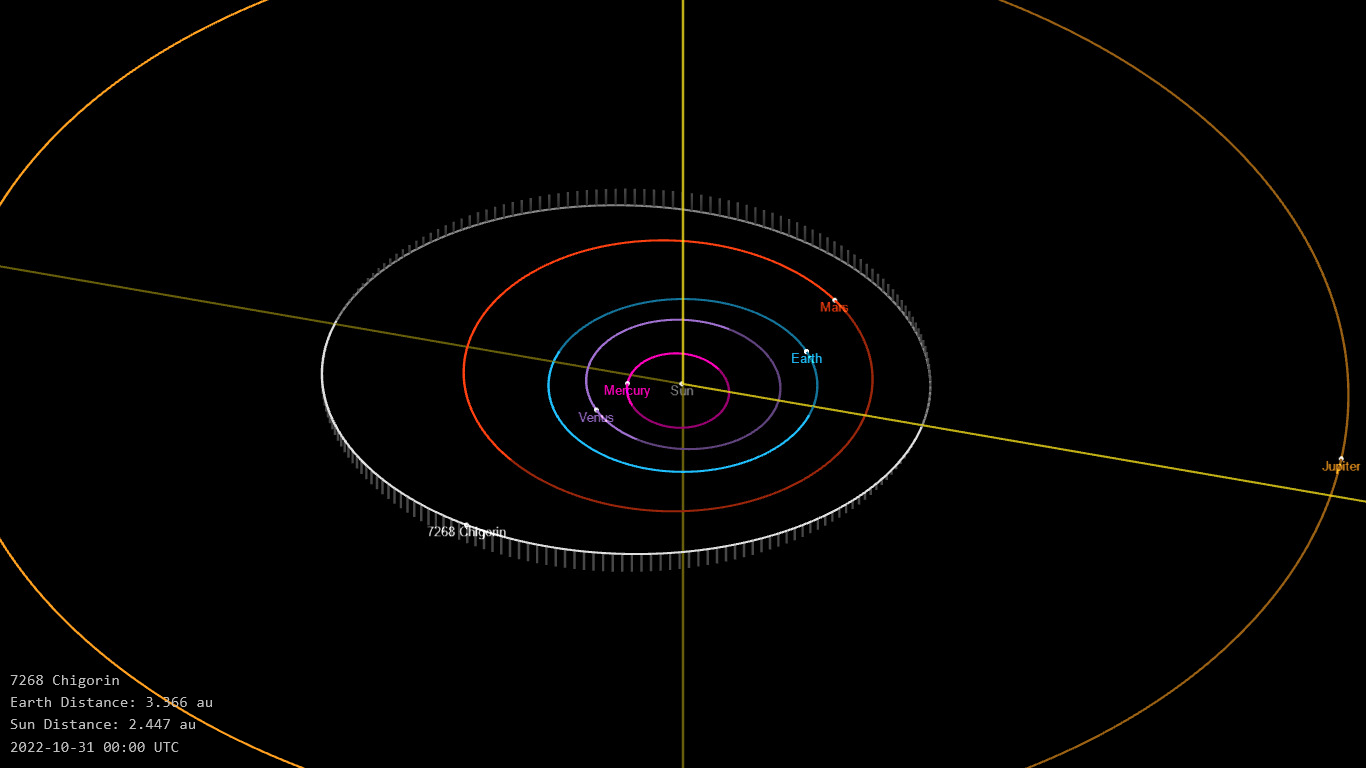
Орбита астероида Чигорин и его положение в Солнечной системе

## Физические характеристики
Астероид относится к таксономическому классу S.
По результатам наблюдений системы телескопов панорамного обзора и быстрого реагирования Pan-STARRS и наблюдений системы последнего оповещения о столкновении астероида с Землей Asteroid Terrestrial-impact Last Alert System абсолютная звёздная величина астероида сначала оценивалась равной 14,58±0,02m, позже — 14,01±0,125m.